# Aenigmathura lactanea
Aenigmathura lactanea là một loài chân đều trong họ Leptanthuridae. Loài này được Thomson miêu tả khoa học năm 1951.